# Chris O'Donnell
 (février 2024).
Pour les articles homonymes, voir O'Donnell.
Christopher Eugene "Chris" O'Donnell, né le 26 juin 1970 à Winnetka (Illinois), est un acteur et producteur américain.
Après avoir été révélé durant les années 1990 par son interprétation de Robin, l'acolyte de Batman dans les blockbusters Batman Forever (1995) et Batman et Robin (1997), l'acteur enchaîne avec des projets moins ambitieux.
Il revient au premier plan depuis 2009 à la télévision grâce à son rôle de G. Callen dans la série policière NCIS : Los Angeles.

## Biographie

### Jeunesse
Chris est le fils de Julie Ann Rohs von Brecht et de William Charles O'Donnell, Sr, directeur de la station de radio WBBM de Chicago. 
Il a des origines irlandaises et allemandes et est le benjamin d'une famille de 7 enfants, avec quatre sœurs et deux frères. Il grandit à Winnetka dans l'Illinois. Il est élevé dans la religion catholique. 
Il fait ses études à l'université de Boston où il obtient un diplôme en marketing.

### Carrière

#### Acteur de cinéma (années 1990)
Chris O'Donnell est encore étudiant lorsqu'il décroche son premier rôle en 1989 dans le film, Les Hommes de ma vie où il interprète le fils de Jessica Lange.
Il se fait remarquer aux côtés d'Al Pacino en 1992 dans le drame Le Temps d'un week-end, remake de Parfum de femme de Dino Risi.
Il enchaîne ensuite avec des projets plus commerciaux : il interprète d'abord D'Artagnan dans la comédie d'aventures Les Trois Mousquetaires (1993), de Stephen Herek, puis est choisi pour incarner Robin, l'acolyte de Batman dans le blockbuster Batman Forever (1995). Parallèlement, il tient les premiers rôles masculins de deux romances De l'amour à la folie, avec Drew Barrymore et Le Cercle des amies, avec Minnie Driver.
L'année suivante, il partage l'affiche du drame L'Héritage de la haine avec Gene Hackman, puis de la romance historique Le Temps d'aimer (1997) avec Sandra Bullock. Il revient dans le costume de Robin dans la suite Batman et Robin, où Val Kilmer laisse le costume de Batman à la star de la télévision George Clooney. Le film, toujours mis en scène par Joel Schumacher, est éreinté par la critique et marque la fin de la franchise.
Un an plus tôt, l'acteur a décliné le rôle principal de Men in Black, laissant Will Smith endosser le costume noir. Il a en revanche accepté de rejoindre le casting choral de Cookie's Fortune, de Robert Altman. Le film sort en 1999, parallèlement à la comédie romantique Le Célibataire (1999) de Gary Sinyor. Des centaines de femmes le poursuivent de leurs assiduités dans ce remake de Les Fiancées en folie (1925), un film réalisé et interprété par Buster Keaton. 
Après ce détour vers la comédie romantique, il revient aux films d'action et policiers avec le blockbuster Vertical Limit (2000), de Martin Campbell et le film d'action 29 Palms, de Leonardo Ricagni (2002), resté inédit en France.
Mis à part le film de Altman, tous ces longs-métrages sortis entre 1995 et 2003 reçoivent de très mauvaises critiques. À la suite de ces échecs, l'acteur se tourne vers la télévision.

#### Séries télévisées (années 2000-2010)
L'année 2003 est marquée par sa participation à quatre épisodes de la dernière saison de la série judiciaire The Practice, portée par James Spader. Puis il revient au cinéma pour un autre second rôle : dans Dr Kinsey, il joue l'un des assistants du protagoniste, un scientifique interprété par Liam Neeson. Un succès critique. Puis il seconde le trio d'actrices portant le drame indépendant The Sisters, adaptation hollywoodienne de la pièce de Tchekhov, présentée au Festival du film de TriBeCa 2005.
À la suite de la non-commande du projet The Amazing Westermans, une série comique il tourne l'épisode pilote en 2004[réf. souhaitée], il partage l'affiche de la série judiciaire Head Cases, avec Adam Goldberg. Mais la série ne dépasse pas deux épisodes diffusés en 2005. L'acteur décroche un rôle récurrent début 2006 dans la série médicale à succès Grey's Anatomy pour 10 épisodes lors des deuxième et troisième saisons, où il joue le petit copain de Meredith (Ellen Pompeo) face au Dr Shepherd (Patrick Dempsey).
Il enchaine avec une mini-série historique diffusée en 2007, The Company, dont il partage l'affiche avec Michael Keaton et Alfred Molina. Il se contente ensuite de seconds rôles au cinéma : dans le film d'action Max Payne, avec Mark Wahlberg, puis dans la comédie pour enfants Kit Kittredge: An American Girl, avec Abigail Breslin.
Finalement, en 2009, il apparaît dans le rôle de l'agent spécial G. Callen, chef du Bureau des projets spéciaux (Office of Special Projects) de Los Angeles dans NCIS : Enquêtes spéciales pour deux épisodes de la sixième saison (épisodes 22 et 23 intitulés Légende, 1re et 2e partie) et reprend ce rôle dans le spin-off de la série intitulée NCIS : Los Angeles. La série est annulée au bout de 14 saisons et s’achèvera le 14 mai 2023. 
Mise à part la comédie romantique indépendante A Little Help (2010), portée par Jenna Fischer, il se concentre sur sa série.
Le 3 mars 2015, il obtient son étoile sur le Walk of Fame, à Hollywood.

### Vie privée
Chris O'Donnell s'est marié le 19 avril 1997 à Caroline Fentress. Ils ont cinq enfants : Lily Anne (née le 6 septembre 1999), Christopher Eugene Jr (né le 24 octobre 2000), Charles McHugh (né le 11 juillet 2003), Finley (né le 24 mars 2006) et Maeve Frances (née le 10 décembre 2007).

## Filmographie

### Comme acteur

#### Cinéma
- 1990 : Les Hommes de ma vie (Men Don't Leave) de Paul Brickman : Chris Macauley
- 1991 : Beignets de tomates vertes (Fried Green Tomatoes) de Jon Avnet : Buddy Threadgoode
- 1992 : La Différence (School Ties) de Robert Mandel : Chris Reece
- 1992 : Le Temps d'un week-end (Scent of a Woman) de Martin Brest : Charlie Simms
- 1993 : Les Trois Mousquetaires (The Three Musketeers) de Stephen Herek : D'Artagnan
- 1994 : Blue Sky de Tony Richardson : Glenn Johnson
- 1995 : Le Cercle des amies (Circle of Friends) de Pat O'Connor : Jack Foley
- 1995 : De l'amour à la folie (Mad Love) de Antonia Bird : Matt Leland
- 1995 : Batman Forever de Joel Schumacher : Robin / Dick Grayson
- 1996 : L'Héritage de la haine (The Chamber) de James Foley : Adam Hall
- 1996 : Le Temps d'aimer (In Love and War) de Richard Attenborough : Ernest 'Ernie' Hemingway
- 1997 : Batman et Robin de Joel Schumacher : Robin / Dick Grayson
- 1999 : Cookie's Fortune de Robert Altman : Jason Brown
- 1999 : Le Célibataire (The Bachelor) de Gary Sinyor : Jimmie Shannon
- 2000 : Vertical Limit de Martin Campbell : Peter Garrett
- 2001 : De Superman à Spider-Man : L'aventure des super-héros : Robin
- 2002 : Bienvenue à 29 Palms (29 Palms) de Leonardo Ricagni : The Hitman
- 2003 : The Company : Jack McCauliffe
- 2004 : Dr Kinsey de Bill Condon : Wardell Pomeroy
- 2005 : The Sisters de Arthur Allan Seidelman : David Turzin
- 2008 : Max Payne de John Moore : Jason Colvin
- 2008 : Kit Kittredge: An American Girl de Patricia Rozema : Jack Kittredge
- 2010 : Comme chiens et chats : La Revanche de Kitty Galore (Cats and Dogs: The Revenge of Kitty Galore) de Brad Peyton : Shane, maître de Diggs
- 2010 : A Little Help de Michael J. Weithorn : Bob

### Télévision

#### Séries télévisées
- 2004 : Mon oncle Charlie (Two and a Half Men) : Bill
- 2006 : Grey's Anatomy : Finn Dandridge
- 2007 : The Company : Jack McCauliffe
- 2009 & 2023 : NCIS : Enquêtes spéciales : Grisha "G" Callen (saison 6, épisodes 22 et 23 puis saison 20, épisode 10)
- 2009 à 2023 : NCIS : Los Angeles : G. Callen (319 épisodes)
- 2012 : Hawaii 5-0 : G. Callen
- 2017 : Who Do You Think You Are? : Lui-même
- 2017 : American Dad! : G. Callen
- 2023 : NCIS: Hawaiʻi : G. Callen (saison 2, épisode 10)
- depuis 2025 : 9-1-1: Nashville : Don Sharpe

### Comme producteur
- 1999 : Destruction finale (Y2K)
- 1999 : Le Célibataire (The Bachelor)
- 1999 : La Croisée des chemins (Miracle on the 17th Green) (téléfilm)
- 2001 : Triangle maudit (The Triangle) (téléfilm)

### Comme réalisateur
- 2014 : NCIS : Los Angeles (série télévisée)  Saison 6, épisode 6 : "SEAL Hunter"(en vo): "Imposture"(en vf). (Voir lien n°4)

## Distinctions

### Récompenses
- Chicago Film Critics Association Awards 1993 : Acteur le plus prometteur pour Le Temps d'un week-end.
- Blockbuster Entertainment Awards 1998 : acteur préféré dans un second rôle  pour Batman et Robin

### Nominations
- Golden Globes 1993 : Meilleur acteur dans un second rôle pour Le Temps d'un week-end.
- Razzie Awards : Pire acteur dans un second rôle pour Batman et Robin
- Razzie Awards : Pire duo à l'écran pour Batman et Robin partagé avec George Clooney.
- Online Film & Television Association Awards 1999 : meilleure distribution pour Cookie's Fortune.
- Online Film & Television Association Awards 2005 : meilleure distribution pour Dr Kinsey.

## Voix françaises
En France, Pierre Tessier (dans 5 films et 3 séries télévisées) et Jean-Philippe Puymartin (dans 2 films et 4 séries télévisées) sont les voix françaises les plus régulières de l'acteur. Par ailleurs, Bernard Gabay l'a doublé à 2 reprises.